# Luděk Rubáš
Luděk Rubáš (* 16. července 1953, Praha) je český lékař a bývalý politik, v 90. letech 20. století poslanec České národní rady a Poslanecké sněmovny za ODS a český ministr zdravotnictví.

## Život
V letech 1972–1978 absolvoval Fakultu dětského lékařství Univerzity Karlovy v Praze a začal pracovat jako sekundární lékař na ortopedickém oddělení a dětské chirurgii OÚNZ v Kolíně, v letech 1990–1991 byl ředitelem OÚNZ, v letech 1992–1993 ředitel nemocnice v Kolíně.
Od roku 1991 je členem ODS, od roku 1993 byl předsedou jejího středočeského regionálního sdružení. Ve volbách v roce 1992 byl zvolen do České národní rady za ODS (volební obvod Středočeský kraj). Zasedal ve výboru pro sociální politiku a zdravotnictví.
Od vzniku samostatné České republiky v lednu 1993 byla ČNR transformována na Poslaneckou sněmovnu Parlamentu České republiky. Zde mandát zastával až do sněmovních voleb v roce 1996.
V červnu 1993 jej premiér Václav Klaus navrhl do své vlády jako ministra zdravotnictví (vystřídal Petra Loma, kterého kritizoval), 23. června byl prezidentem Václavem Havlem do této funkce jmenován. Chtěl předložit novou koncepci zdravotnictví a změnit systém zdravotního pojištění, po dvou letech ve funkci byl kritizován lékaři žádajícími vyšší platy i politiky pro narůstající deficit resortu zdravotnictví. Na 1. listopad 1995 připravovali lékaři stávku, na to vyzval ředitele nemocnic, aby stávkující lékaře na hodinu propustili ze zaměstnání. Lékaři kromě jiného žádali jeho odvolání z funkce ministra, čemuž tehdejší premiér Václav Klaus 10. října 1995 vyhověl.
V senátních volbách na podzim 1996 neúspěšně kandidoval do Senátu PČR za senátní obvod č. 42 - Kolín jako člen ODS ale coby nezávislý kandidát (ODS měla na Kolínsku vlastního oficiálního kandidáta). Získal ale jen 11 % hlasů a nepostoupil do 2. kola.
Poté pracoval jako ředitel Oblastní nemocnice Kolín, v listopadu 2008 jej z této funkce odvolal nově zvolený středočeský hejtman David Rath.
Je ženatý, manželka Jana, dcery Kateřina (* 1978) a Tereza (* 1983). Manželem dcery Kateřiny je bývalý poslanec parlamentu Petr Tluchoř.